# Lophiostoma pallidum
Lophiostoma pallidum är en svampart som först beskrevs av Job Bicknell Ellis, och fick sitt nu gällande namn av Berl. & Voglino 1886. Lophiostoma pallidum ingår i släktet Lophiostoma och familjen Lophiostomataceae.   Inga underarter finns listade i Catalogue of Life.